# Release me
"Release me" je popularna, izvorno country pjesma, američkog skladatelja Eddiea Millera, te Roberta Younta i Duba Williamsa, skladana 1946. godine. 
Izvedena je u mnogo verzija, od kojih su najpoznatije one u izvedbi Little Esther Phillips, Matt Monroa, Jerry Lee Lewisa, Dean Martina, Elvisa Presleyja, Dolly Parton, ali kultni status, i neosporni atribut evergreena stekla je izvedbom Engelberta Humperdincka 1967. godine, te je u toj njegovoj izvedbi ušla u antologiju svjetske popularne glazbe. 

## Povijest
Te je, 1967. godine, šest tjedana držala prvo mjesto britanske top-liste, te se na istoj zadržala još punih 56 tjedana. Bila je, bez sumnje, najveći svjetski hit te godine.
Zanimljivo je da je Eddie Miller skladao pjesmu još 1946. godine, ali nije mogao naći izvođača, pa ju je sam izveo, ali tek 1953. godine, s neznatnim odjekom. Još nekih desetak godina izvođena je u nekoliko verzija, s relativno slabim uspjehom, dok je 1962. godine nije izvela Ester Phillips, u Rhythm and Blues izvedbi.
No, puni uspjeh pjesma je doživjela, i postala planetarno poznata tek 1967. godine. Početkom te godine organizatori tada vrlo popularnog TV showa "Sunday Night at the London Palladium" pozvali su na nastup tada slabo poznatog pjevača Arnolda Dorseya, u posljednji čas, kao zamjenu za tada u Britaniji popularnog pjevača Dickie Valentinea. 
Dorsey, koji je, godinu prije, na nagovor svog managera Gordona Millsa promijenio ime u Engelbert Humperdinck, izveo je tu (već) staru američku country pjesmu, i doživio s njom planetarni uspjeh. 
"Release me" ga je lansirala u sam vrh svjetske popularne glazbe, ali treba, istini za volju, priznati da je i on svojom izvedbom učinio tu skladbu evergreenom, pa je ta pjesma i dan-danas rado slušana, a kao svaki pravi evergreen doživjela je i niz instrumentalnih i orkestralnih izvedbi.